# Benešdekreten

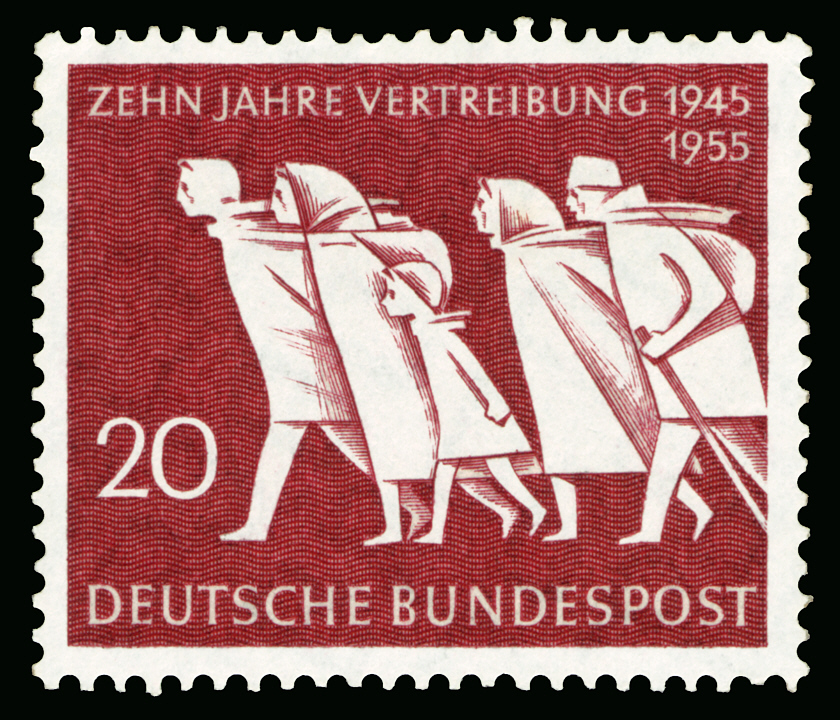
Ett västtyskt frimärke från 1955 till minne av den etniska rensningen i bland annat Tjeckoslovakien 1945.

Benešdekreten, eller formellt Dekret från republikens president (tjeckiska: dekrety presidenta republiky),  benämns 143 dekret som utfärdades av den tjeckoslovakiska presidenten Edvard Beneš i exil i London under andra världskriget. Enligt dekreten kunde bland annat all egendom tas ifrån etniska tyskar och ungrare, eftersom de kollektivt räknades som kollaboratörer till Nazityskland. I dekreten stadgas även förlust av medborgarskap, tvångsarbete för arbetsföra tyskar, internering av vissa tyskar med mera.
Benešdekreten är fortsatt gällande, trots växande protester från Tyskland, Österrike och Ungern. I februari 2002 röstade dock ett enhälligt tjeckiskt parlament för att behålla Benešdekreten samt bekräfta dem som en del av den tjeckiska lagstiftningen. 
Inför Tjeckiens EU-anslutning menade kritiker att dekretens bevarande rättfärdigade kollektiv bestraffning och etnisk rensning och att den inte är förenlig med en EU-stats lagstiftning. Enligt Köpenhamnskriterierna för medlemskap i EU krävs mänskliga rättigheter och skydd för minoriteter i kandidatländerna. Att ge tillbaka mark och egendom till sudettyskar, skulle innebära att tjecker berövades ägor som de nu haft i generationer. Dock har sudettyskarna en 700-årig anknytning till områdena.
Inför Lissabonfördragets undertecknande 2009 krävde Tjeckiens president Václav Klaus ett tillägg om Benešdekretens fortsatta giltighet och fortbestånd till rättighetsstadgarna i fördraget.